# Região Geográfica Imediata de Juazeiro
A Região Geográfica Imediata de Juazeiro é uma das 34 regiões imediatas do estado brasileiro da Bahia, uma das 2 regiões imediatas que compõem a Região Geográfica Intermediária de Juazeiro e uma das 509 regiões imediatas no Brasil, criadas pelo IBGE em 2017. É composta de 9 municípios.
| Municípios                                                                                               | População Estimativa 2018 | Área (km²) |
| --- | ------------------------- | ---------- |
| Campo Alegre de Lourdes, Casa Nova, Curaçá, Juazeiro, Pilão Arcado, Remanso, Sento Sé, Sobradinho, Uauá. | 513.463                   | 57 806,354 |